# Лэнг, Оливия
Оливия Лэнг (англ. Olivia Laing) — британская писательница и критик, автор книг To the River, The Trip to Echo Spring и Одинокий город, а также романа Crudo. В 2018 она получила премию Виндхема—Кэмпбелла за документальную прозу, а в 2019 — Мемориальную премию Джеймса Тейта Блэка за Crudo. В 2019 году она стала избранным членом Королевского литературного общества.

## Биография
Лэнг выросла в Чалфонт-Сент-Питере. Она поступила в Сассекский университет на отделение английского языка, но отчислилась оттуда, чтобы поучаствовать в протесте на дорогах в Дорсете вместе с друзьями. В возрасте 20 лет Лэнг три месяца жила одна на заброшенной ферме под Брайтоном. Этот опыт она называет важным для становления своей личности.

## Карьера
В 2007—2009 годах Лэнг работала заместителем редактора книжных обзоров в The Observer. Она писала статьи по искусству и культуре для The Guardian, frieze и New Statesman, а также писала каталожные эссе для современных художников, включая Дерека Джармена, Шанталь Джоффи, Вольфганга Тильманса и Энди Уорхола.
Лэнг написала три нехудожественные книги, сочетающие критику с мемуарами, психоанализом и путевыми заметками. Первая из них, To the River: A Journey Beneath the Surface, вышла в 2011 году. Лэнг прогуливается вдоль реки, где утопилась Вирджиния Вулф, и размышляет о её жизни и произведениях, а также о взаимоотношении истории и места и сложностях создания биографий в широком смысле. Книга вошла в шортлист Премии Ондатье и Премии Эдварда Стэнфорда.
Через два года, в 2013, вышла книга The Trip to Echo Spring: On Writers and Drinking, попавшая в финал премии Costa Biography Award и премии Гордона Бёрна. Здесь Лэнг снова отправляется в путешествие, на этот раз по США, и рассуждает о связи алкоголизма и творчества, сравнивая свой опыт взросления в семье алкоголиков с биографиями знаменитых мужчин-писателей, бывших алкоголиками: Чивера, Фицджеральда, Карвера и Хемингуэя. В книге Лэнг говорит, что литература может «прокладывать дорогу к сложным аспектам людского опыта и знания»; судьи премии Виндхема—Кэмпбелла прокомментировали, что умение «прокладывать дорогу к сложному, стыдному, гротескному, но также и к прекрасному — это неотъемлемое свойство работ Лэнг».
В третьей книге, «Одинокий город», Лэнг также использует исследование, которое она провела как победительница 2014 Eccles British Library Writer Award, опубликованное в 2016 году. Книга вошла в шортлист премии Гордона Бёрна и Премии Национального круга книжных критиков в номинации «критика». Лэнг рассматривает одиночество, опираясь на собственный период одинокой жизни в Нью-Йорке. Она размышляет о том, как стигматизированное в культуре одиночество позволило ей понять работы множества художников, для которых творчество стало способом размышлять об одиночестве и создавать новые связи; в их числе Энди Уорхол, Эдвард Хоппер, Генри Дарджер и Дэвид Войнарович. В результате она смешивает внутренний и внешний мир и изучает глубокое чувство стыда, которое может вызывать одиночество, а также рисует яркий портрет Нью-Йорка в 1970-х и 1980-х, на пике кризиса ВИЧ/СПИДа.
Первая художественная книга Лэнг, Crudo, выводит под вымышленными именами реально существующих людей. Она написана о политической обстановке летом 2017 года и создавалась в реальном времени. Главная героиня списана с Кэти Акер, книга содержит посвящение ей. Роман получил премию New York Times Notable Book—2018 и вошёл в шортлисты премий Гордона Бёрна и Премии Голдсмитс. В 2019 году Crudo получил 100-ю Мемориальную премию Джеймса Тейта Блэка. По мнению члена жюри в категории художественной литературы, Алекса Лори, «книга представляет собой художественную литературу в лучшем виде: это яркий и стихийно возникший политический роман, в котором запечатлён срез современной истории с хорошим ритмом, обаятельный и остроумный». Александра Шварц из The New Yorker описала Crudo так: «это пример автофикшена, в котором поймано дурное предчувствие от настоящего времени».

## Критика
Лили Мейер (англ. Lily Meyer), писатель, критик и переводчик из Вашингтона написала, что последний роман — «Крудо» (англ Crudo) — художественный в отличие от других её произведений, а не документальный — это «описание реальности через вымысел». По мнению Мейер приём, который Лэнг использует наиболее часто и явно, чем это делает большинство других современных писателей, нужен её для того, чтобы показать невозможность «бегства от самого себя», постоянное «противоборство с вечностью», которые выражаются в страхе ожидания ядерной войны и замужества (в последнем романе) .
Писательница и критик Дилара О'Нил считает, что роман «полностью провалился», но «неудача была интересной, если не раздражающей, потому что она ознаменовала популяризацию письма нового типа» — направление, сосредоточенное на квир-поэтике, к тому же в произведениях Лэнг личное переплетается с реальными политическими событиями, которые для Лэнг тоже банальны. Один из основателей этого направления — Роберт Глюк — считал, что для того, чтобы хорошо писать, нужно подходить к повествованию, руководствуясь политикой. Это значило, что следует пересмотреть суть подхода, открыто писать о своих желаниях и бросать вызов всему буржуазному: писателям и целям. Вместе с целью изменяется и стиль: в художественном романе появляется слэнг, по мнению критика, «обычно используемый на рекламных щитах», стоящих на обочинах шоссе. В романе критик видит «описание империализма, расизма и жестокости в Британии, которые разрушают человеческую жизнь и недостаток доброты». Всё это вместе с другими недостатками, по её мнению, «умаляют значение истории», описанной в романе.
Анналиса Куинн — писатель, репортер и литературный критик NPR предпочла не говорить о достоинствах и недостатках романа — мельком упомянув о «томной главной героине» в первом абзаце, она перешла к обзору других произведений писательницы. В целом она характеризует Лэнг «как творческого и чуткого критика искусства», советующего «превратить ужас в искусство». Лэнг «своих лучших проявлениях превращает критику в возвышенную форму гостеприимства: как ведущая хорошей вечеринки, Лэнг знакомит вас с кем-то, рассказывает, что ей в нем нравится, а затем оставляет вас, чтобы вы сами пробирались внутрь».
Автор Observer в самой популярной в Британии газете — Guardian News —  пишет, что в творчестве Лэнг прослеживается озабоченность о том, «что либеральная демократия, в которой она выросла, показалась ей безмерно хрупкой, кратким экспериментом в кровавой истории человечества». В то же время роман «Крудо» вызывает тревогу у автора обзора, он опасается, что читателей «может ждать серия душных лекций об искусстве как торжественной гуманитарной задаче» и «единственное неравенство, очевидное в искусстве — это то, что отделяет талантливых писателей от неимущих». Лэнг в обзоре Guardian News — создатель вымысла и энтузиаст, который выступает в защиту малоизвестных фигур, таких как Артур Рассел («величайший музыкант, о котором вы никогда не слышали»). Автор обзора упрекает писательницу в том, что она скрупулезно составила «модный список чатов лондонских званых обедов (Дебора Леви, Мэгги Нельсон, Салли Руни, Крис Краус и т. д.)», которые «были стратегически откалиброваны, чтобы укрепить собственный культурный капитал автора путём ассоциации». 
В другом обзоре доктор Йоркского университета Фэй Баунд Альберти (англ. Bound Alberti) включает «Одинокий город» Оливии Лэнг (2016) в 10 лучших книг 2019 года, упомянув о «поразительно мужском составе художников», о которых пишет Лэнг.
Шотландский критик и писатель, литературный редактор ежедневного новостного сайта «Шотландец» (англ. The Scotsman) Келли Стюарт упоминает в рецензии мнение «известного английского писателя» (без имени), в котором утверждается, что «единственным человеком, которому книга будет нужна, это её автор, поскольку теперь она может выбросить папку с вырезками». Восхищаясь тремя научно-популярными книгами Лэнг, автор обзора отмечает, что «Крудо» не произвёл должного впечатления, заметив, что он, «вероятно, в меньшинстве, так как книга стала бестселлером и получила премию Джеймса Тейта Блэка». По его мнению, цитата из её книги — «Гибкая, фрагментарная природа идентичности, разрушенный мир с его ужасным дисбалансом сил» — определяет писательницу как стилиста, который «определяет свою эстетику через взаимный интерес к творчеству Кэти Акер». По мнению критика книги Лэнг по тематике эклектичны, в них слишком много «традиционно авангардных идеалов, которые редко реализуются», а «полиморфная перверсия и бриколаж» стиля кажутся Стюарту Келли «несколько устаревшими», поскольку «было неприятно испытать своего рода дежавю во время чтения «Веселой погоды» и осознать, что я уже читал об этом в статье Guardian или New Statesman». «Любовные письма» критик «мог бы назвать элегиями или некрологами». В целом, пишет Стюарт, «её моральное стремление к состраданию достойно восхищения, но, похоже, оно плохо сочетается с обвинениями в книге тех, с кем она не согласна» .
Роман «Крудо» книжные обозрения назвали «своеобразной смесью художественной литературы и автобиографии, которая также является данью продолжающемуся наследию и значимости писательницы и художницы Кэти Акер» , «блестящим, забавным и подчёркнуто «сырым» романом о любви на грани апокалипсиса» (5607 отзывов, 77% читателей поставили оценку три из пяти баллов).
Книжная сеть Foyles написала, что в своём творчестве Лэнг «играет с личностью и самостью в непосредственном, современном и остроумном рассказе о любви и жизни в 21 веке». Автор романа «Крудо» сказала в интервью книжной сети Foyles, что хотела «привлечь внимание к тому, как искусство функционирует в мире, что оно может предлагать, какие возможности открывает для размышлений, реакции и сопротивления, так часто сдерживаемого от непрекращающейся атаки 24-часового цикла новостей».

## Цензура и запреты
В 2025 году, в рамках анти-ЛГБТ-кампании в ходе вторжения в Украину, российская полиция провела обыск и оштрафовала петербургский магазин книг «Подписные издания» на 800 тысяч рублей из-за продажи им книг с «ЛГБТ-пропагандой». Одной из таких книг стал роман «Тело каждого» Оливии Лэнг.

## Награды
- 2014 Eccles British Library Writers Award[12].
- 2018 Литературная премия Виндхема—Кэмпбелла[31]
- 2019 Мемориальная премия Джеймса Тейта Блэка — Crudo

## Произведения

### Документальные
- To the River: A Journey Beneath the Surface (Canongate, 2011; русский перевод — «К реке. Путешествие под поверхностью». Пер. с англ. Александры Соколинской. М.: Ад Маргинем Пресс, 2019 — 292 с. ISBN 978-5-91103-490-0)
- The Trip to Echo Spring: On Writers and Drinking (Canongate, 2013; русский перевод — «Путешествие к Источнику Эха. Почему писатели пьют». Пер. с англ. Е. Березиной. М.: Ад Маргинем Пресс, 2020 — 292 с. ISBN 978-5-91103-540-2)
- The Lonely City: Adventures in the Art of Being Alone (Canongate, 2016; русский перевод — «Одинокий город. Упражнения в искусстве одиночества». Пер. с англ. Шаши Мартыновой. М.: Ад Маргинем Пресс, 2017 — 352 с. ISBN 978-5-91103-473-3)
- Funny Weather: Art in an Emergency (Picador, 2020; русский перевод — «Непредсказуемая погода. Искусство в чрезвычайной ситуации». Пер. с англ. Н. Решетовой. М.: Ад Маргинем Пресс, 2021 — 432 с. ISBN 978-5-91103-575-4)
- Everybody: A Book About Freedom (Picador, 2021; русский перевод — «Тело каждого. Книга о свободе». Пер. с англ. С. Кузнецовой. М.: Ад Маргинем Пресс, 2023 — 280 с. ISBN 978-5-91103-620-1)

### Художественные
- Crudo (Picador, 2018; русский перевод — «Crudo». Пер. с англ. Светланы Кузнецовой. М.: Ад Маргинем Пресс, 2020 - 152 с. ISBN 978-5-91103-561-7)